# Tab (widget)
In informatica un tab (o tab strip, letteralmente "striscia di tab") è un controllo grafico (widget) detto di navigazione che permette all'utente di muoversi da un gruppo di controlli (o documenti) a un altro.
I singoli tab (o panel, o scheda, o pannello), vengono rappresentati graficamente come dei rettangoli che contengono una breve descrizione. L'attivazione di un singolo tab (mediante il clic del mouse) rende visibili i contenuti ad esso associati e contemporaneamente viene in qualche modo evidenziata la sua attivazione. Può essere attivato un solo tab alla volta.
In alcune implementazioni i tab reagiscono ad altri eventi, come il passaggio o lo scroll del mouse, la tabulazione da tastiera.
Solitamente l'elenco dei singoli tab viene posto immediatamente sopra all'area soggetta alla navigazione in posizione orizzontale, ma non è difficile trovarli in basso o ai lati orientati verticalmente.

## Utilizzo
I tab sono usati comunemente nelle finestre che prevedono una gran quantità di controlli grafici, come ad esempio i pannelli di «preferenze», per evitarne l'affollamento e rendere più facile l'interazione.

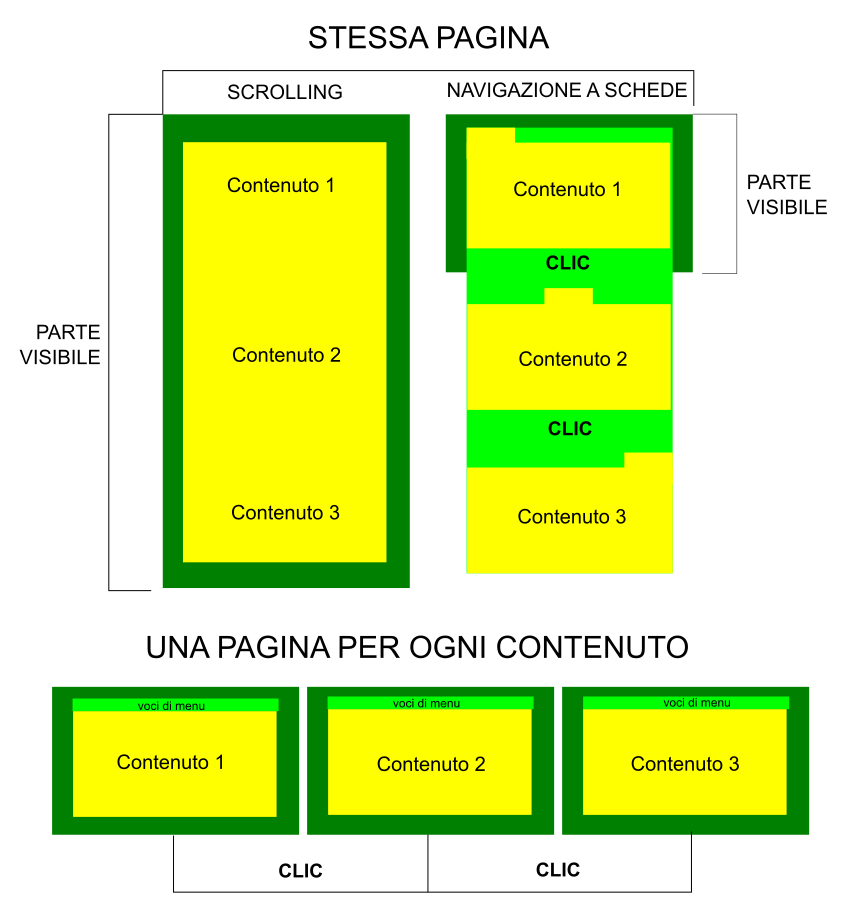
Confronto tra i tabs e gli altri metodi di navigazione web

Negli ultimi anni questo tipo di interfaccia è diventata molto popolare nei browser web col nome di scheda, pannello o segnalibro: introdotta per prima dal browser Opera e successivamente inserita da tutti gli altri principali browser, ha dato origine a quello che viene comunemente chiamato navigazione a schede.

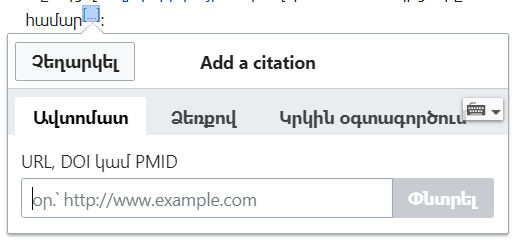
Esempio di navigazione a tab

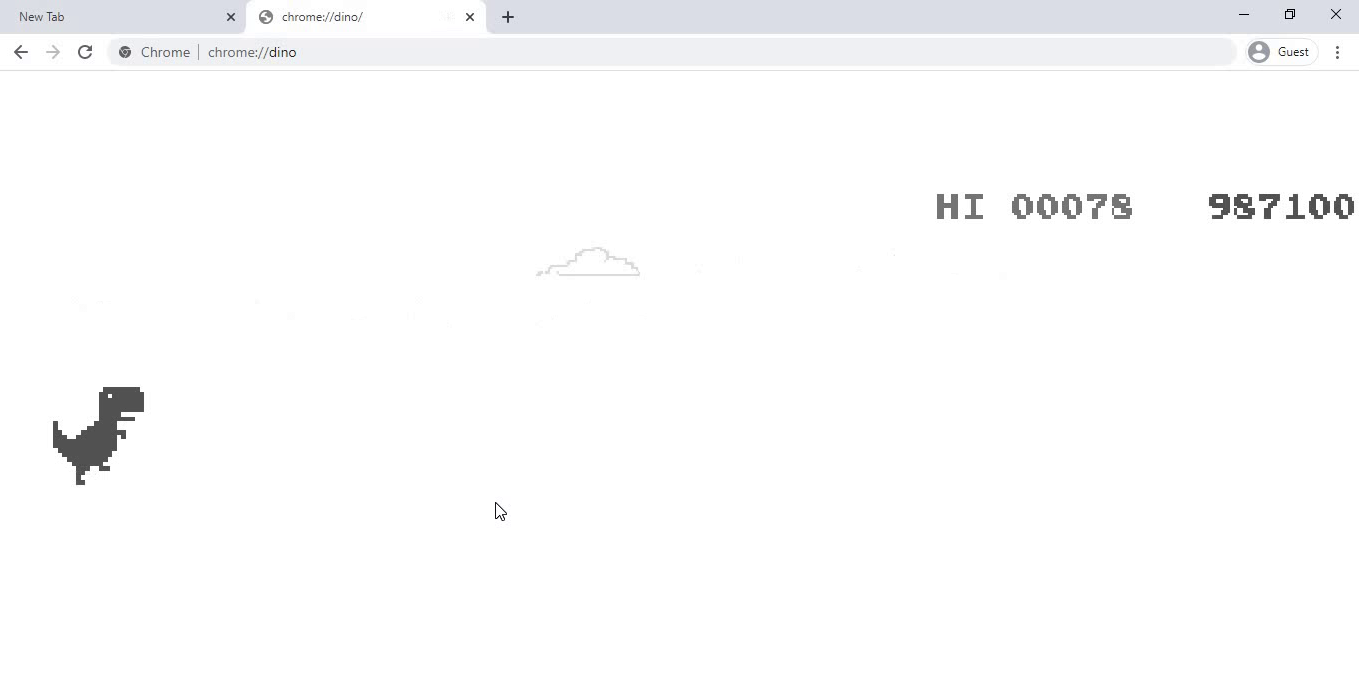
Esempio di tab (2 schede aperte) in Google Chrome

## Nel web
Esempio di menu a tab di una pagina web in HTML, CSS e Javascript:
```
<!DOCTYPE html>

<
html
>

<
head
>

<
meta
 
name
=
"viewport"
 
content
=
"width=device-width, initial-scale=1"
>

<
style
>

body
 
{
font-family
:
 
Arial
;}

.
tab
 
{

  
overflow
:
 
hidden
;

  
border
:
 
1
px
 
solid
 
#ccc
;

  
background-color
:
 
#f1f1f1
;

}

.
tab
 
button
 
{

  
background-color
:
 
inherit
;

  
float
:
 
left
;

  
border
:
 
none
;

  
outline
:
 
none
;

  
cursor
:
 
pointer
;

  
padding
:
 
14
px
 
16
px
;

  
transition
:
 
0.3
s
;

  
font-size
:
 
17
px
;

}

.
tab
 
button
:
hover
 
{

  
background-color
:
 
#ddd
;

}

.
tab
 
button
.
active
 
{

  
background-color
:
 
#ccc
;

}

.
tabcontent
 
{

  
display
:
 
none
;

  
padding
:
 
6
px
 
12
px
;

  
border
:
 
1
px
 
solid
 
#ccc
;

  
border-top
:
 
none
;

}

</
style
>

</
head
>

<
body
>

<
h2
>
Tabs
</
h2
>

<
p
>
Clicca sui seguenti tab:
</
p
>

<
div
 
class
=
"tab"
>

  
<
button
 
class
=
"tablinks"
 
onclick
=
"openCity(event, 'London')"
>
Londra
</
button
>

  
<
button
 
class
=
"tablinks"
 
onclick
=
"openCity(event, 'Paris')"
>
Parigi
</
button
>

  
<
button
 
class
=
"tablinks"
 
onclick
=
"openCity(event, 'Tokyo')"
>
Tokyo
</
button
>

</
div
>

<
div
 
id
=
"London"
 
class
=
"tabcontent"
>

  
<
h3
>
London
</
h3
>

  
<
p
>
London è la capitale dell'Inghilterra
</
p
>

</
div
>

<
div
 
id
=
"Paris"
 
class
=
"tabcontent"
>

  
<
h3
>
Parigi
</
h3
>

  
<
p
>
Parigi è la capitale della Francia
</
p
>
 

</
div
>

<
div
 
id
=
"Tokyo"
 
class
=
"tabcontent"
>

  
<
h3
>
Tokyo
</
h3
>

  
<
p
>
Tokyo è la capitale del Giappone
</
p
>

</
div
>

<
script
>

function
 
openCity
(
evt
,
 
cityName
)
 
{

  
var
 
i
,
 
tabcontent
,
 
tablinks
;

  
tabcontent
 
=
 
document
.
getElementsByClassName
(
"tabcontent"
);

  
for
 
(
i
 
=
 
0
;
 
i
 
<
 
tabcontent
.
length
;
 
i
++
)
 
{

    
tabcontent
[
i
].
style
.
display
 
=
 
"none"
;

  
}

  
tablinks
 
=
 
document
.
getElementsByClassName
(
"tablinks"
);

  
for
 
(
i
 
=
 
0
;
 
i
 
<
 
tablinks
.
length
;
 
i
++
)
 
{

    
tablinks
[
i
].
className
 
=
 
tablinks
[
i
].
className
.
replace
(
" active"
,
 
""
);

  
}

  
document
.
getElementById
(
cityName
).
style
.
display
 
=
 
"block"
;

  
evt
.
currentTarget
.
className
 
+=
 
" active"
;

}

</
script
>

   

</
body
>

</
html
>

```